# Sigfrid Edström
Johannes Sigfrid Edström (ur. 21 listopada 1870 w Morlandzie w gminie Orust, zm. 18 marca 1964 w Sztokholmie) – szwedzki przemysłowiec i działacz sportowy. W latach 1946–1952 przewodniczący Międzynarodowego Komitetu Olimpijskiego. 

## Zarys biografii
W młodości był czołowym sprinterem – z wynikiem na 100 m poniżej 11 sekund. W latach 1903–1933 sprawował stanowisko dyrektora firmy ASEA, a od 1934 do 1939 – jej prezesa. Jako działacz pomagał w organizacji Igrzysk Olimpijskich w Sztokholmie. Podczas igrzysk powstała Międzynarodowa Federacja Lekkiej Atletyki (IAAF), której został pierwszym przewodniczącym – funkcję tę piastował do 1946. W 1920 został członkiem MKOl. W 1931 wraz z gronem działaczy podjął kontrowersyjną decyzję zabraniającą startu fińskiemu długodystansowcowi, Paavo Nurmiemu, w Igrzyskach Olimpijskich w Los Angeles. Zakaz ów był podyktowany rzekomym „sportowym zawodowstwem” Fina i w rezultacie wpłynął na ochłodzenie stosunków szwedzko-fińskich.
Po śmierci Henriego de Baillet-Latoura pełnił obowiązki szefa MKOl – formalnie został wybrany na to stanowisko już po zakończeniu II wojny światowej.
W 1899 poślubił Ruth Miriam Randall, z którą miał czworo dzieci: Miriam, Björna, Janesie i Lenore.